# Steblów (przystanek kolejowy)
Steblów – przystanek osobowy w miejscowości Steblów, w województwie opolskim, w powiecie krapkowickim, w gminie Krapkowice, w Polsce.
Linia kolejowa nr 306 została otwarta w 1896 jako linia łącząca Prudnik z Gogolinem. Zbudowano ją z inicjatywy spółki Kolej Prudnicko-Gogolińska z siedzibą w Prudniku. Przystanek w Steblowie został zbudowany w 1948. Ruch pasażerski na linii Gogolin–Prudnik zlikwidowano w 1991, a w 2005 linia została zamknięta. Zmodernizowana linia relacji Prudnik–Krapkowice została oddana do użytku w 2016. Odbywa się na niej ruch towarowy.